# KeePass
KeePass Password Safe és un gestor de contrasenyes gratuït i de codi obert principalment per a Windows. Admet oficialment també els sistemes operatius macOS i Linux mitjançant l'ús de Mono. A més, hi ha diversos ports no oficials per a dispositius Windows Phone, Android, iOS i BlackBerry, que normalment funcionen amb la mateixa base de dades de contrasenyes copiada o compartida (remota). KeePass emmagatzema noms d'usuari, contrasenyes i altres camps, incloses notes de forma lliure i fitxers adjunts, en un fitxer xifrat. Aquest fitxer es pot protegir amb qualsevol combinació d'una contrasenya mestra, un fitxer de clau i els detalls actuals del compte de Windows. Per defecte, la base de dades KeePass s'emmagatzema en un sistema de fitxers local (a diferència de l'⁣emmagatzematge al núvol).
KeePass ve en dues variants diferents: KeePass 1.x i KeePass 2.x. Tot i que la variant 1.x és la variant anterior, s'admet indefinidament segons declarà Dominik Reichl: "2.x no és el successor d'1.x, i 1.x no està mort". KeePass 2.x té una base de programari diferent en C# en lloc de l'antic C++. Principalment, les funcions de comunicació s'amplien a KeePass 2.x: autenticació amb el compte d'usuari de Windows, edició de bases de dades remota i compartida, així com molts connectors que permeten la comunicació i l'autenticació amb diferents navegadors web, bases de dades i molt més.
KeePass 1.x i 2.x admeten una sèrie de connectors, tot i que 2.x permet més connectors. Té un generador de contrasenyes i funció de sincronització, admet l'autenticació de dos factors i té un mode d'escriptori segur. Pot utilitzar una funció d'ofuscament de tipus automàtic de dos canals per oferir protecció addicional contra els keyloggers. KeePass pot importar des de més de 30 gestors de contrasenyes més utilitzats.
Un article de Consumer Reports del 2017 va destacar KeePass com un dels quatre gestors de contrasenyes més utilitzats, al costat de 1Password, Dashlane i LastPass. Va notar que KeePass era popular entre els aficionats a la tecnologia i subratllava el seu alt nivell de seguretat, comparable al dels seus competidors de pagament.
Un estudi dels avaluadors de seguretat independents del 2019 va descriure KeePass, així com altres gestors de contrasenyes àmpliament utilitzats, com a incapaços de controlar la tendència de Windows 10 a deixar les contrasenyes en text clar a la memòria RAM després que es mostrin mitjançant la GUI controlada per Windows. A més, diversos projectes de GitHub com KeeFarce, KeeThief i Lazanga s'han dedicat específicament a atacar KeePass en execució amb l'objectiu de robar totes les dades en cas que l'amfitrió sigui compromès. És important destacar que KeePass no ofereix protecció contra aquests tipus de robatoris de contrasenyes. Com va afirmar Dominik Reichl, el desenvolupador de KeePass, "ni KeePass ni cap altre gestor de contrasenyes es pot executar de manera màgica en un entorn insegur i infectat per programari espia".

## Visió general

### Importació i exportació
La llista de contrasenyes es desa de manera predeterminada com a fitxer .kdbx, però es pot exportar a .txt, HTML, XML i CSV. La sortida XML es pot utilitzar en altres aplicacions i tornar a importar a KeePass mitjançant un connector. La sortida CSV és compatible amb moltes altres caixes fortes de contrasenya, com ara desar contrasenyes de codi tancat comercial i l'agent de contrasenyes de codi tancat. A més, els CSV es poden importar mitjançant aplicacions de fulls de càlcul com Microsoft Excel o OpenOffice / LibreOffice Calc.
El suport del format de fitxer es pot ampliar mitjançant l'ús dels connectors de KeePass.

### Suport multiusuari
KeePass admet l'accés simultani i els canvis simultanis a un fitxer de contrasenya compartida per diversos ordinadors (sovint utilitzant una unitat de xarxa compartida), però no hi ha accés per grup o per entrada. Des del maig de 2014, no hi ha connectors disponibles per afegir suport multiusuari subministrat, però existeix un servidor de contrasenyes propietari (Pleasant Password Server) que és compatible amb el client KeePass i inclou el subministrament.

### Escriviu automàticament i arrossegueu i deixeu anar

Un exemple de la funció d'escriptura automàtica de KeePass, que s'activa mitjançant una tecla d'accés ràpid global

KeePass pot minimitzar-se i escriure la informació de l'entrada seleccionada actualment als diàlegs, formularis web, etc. KeePass té una tecla ràpida global d'escriptura automàtica. Quan KeePass s'executa en segon pla (amb una base de dades desbloquejada) i l'usuari prem la tecla d'accés ràpid, cerca l'entrada seleccionada (o correcta) i introdueix cada seqüència de caràcters d'inici de sessió o contrasenya. Tots els camps, com ara títol, nom d'usuari, contrasenya, URL i notes, es poden arrossegar i deixar anar a altres finestres.
El maneig del porta-retalls de Windows permet fer doble clic a qualsevol camp de la llista de contrasenyes per copiar el seu valor al porta-retalls de Windows.
El KeePass es pot configurar per aleatoritzar la seqüència d'entrada dels caràcters per dificultar el registre de les pulsacions. Les funcions s'anomenen Ofuscació de tipus automàtic de dos canals (TCATO).

### Restableix el porta-retalls
KeePass ofereix una funcionalitat que esborra automàticament el contingut del porta-retalls un temps després que l'usuari hagi copiat una contrasenya. A més, proporciona protecció contra monitors del porta-retalls, el que significa que altres aplicacions no reben notificacions quan el contingut del porta-retalls ha estat modificat. Això ajuda a augmentar la seguretat i la privadesa de les contrasenyes emmagatzemades a KeePass.

### Suport del navegador
La funcionalitat de tipus automàtic funciona amb totes les finestres i, per tant, amb tots els navegadors. L'extensió KeeForm omple els detalls de l'usuari als camps del formulari del lloc web automàticament. Està disponible per a Mozilla Firefox, Google Chrome i Microsoft Edge. Internet Explorer també té una barra d'eines d'integració del navegador disponible.

### Generador de contrasenyes integrat

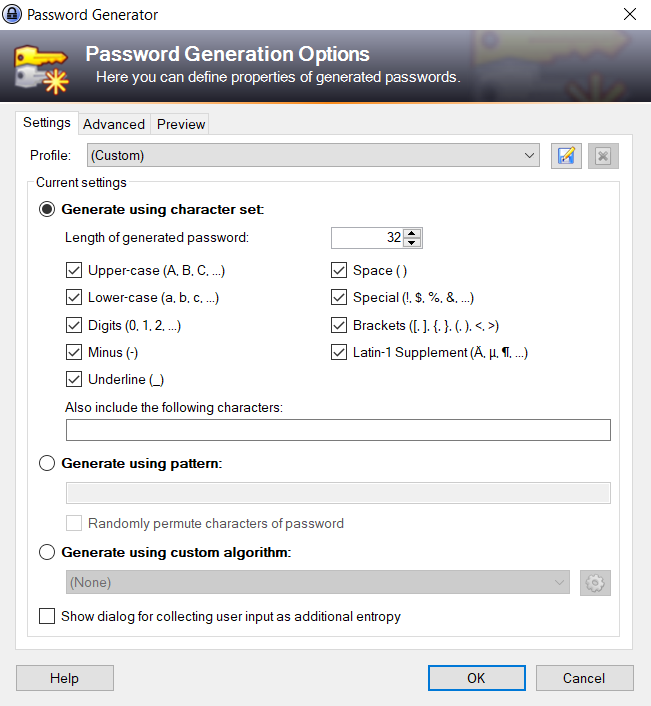
Interfície d'usuari del generador de contrasenyes

KeePass inclou un generador de contrasenyes integrat que genera contrasenyes aleatòries. La sembra aleatòria es pot fer mitjançant l'entrada de l'usuari (moviment del ratolí i entrada aleatòria del teclat).

### Connectors
KeePass té una arquitectura de connectors. Hi ha diversos connectors disponibles al lloc web de KeePass (com ara importació i exportació, desa a altres formats, còpia de seguretat de bases de dades, integració, automatització, etc.). Tingueu en compte que els connectors poden comprometre la seguretat de KeePass, perquè estan escrits per autors independents i tenen accés complet a la base de dades de KeePass.

### Embolcall
KeePass té un embolcall de codi obert, QuicKeepass, que permet l'ús de KeePass de manera més eficient a Linux.

## Criptografia

### Seguretat en temps d'execució

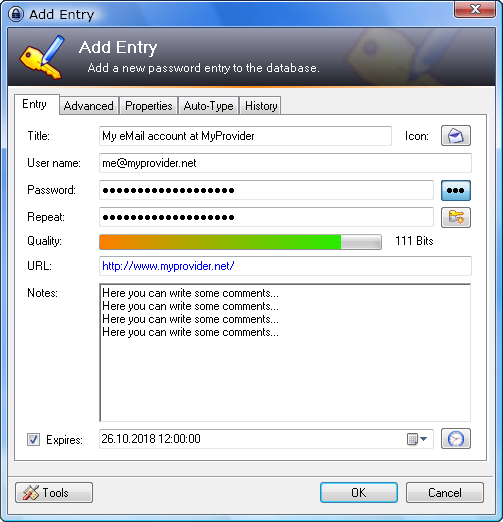
Diàleg "Afegeix una entrada" a KeePass

Segons l'autor de l'aplicació, KeePass va ser una de les primeres utilitats de gestió de contrasenyes a utilitzar controls d'edició de contrasenyes millorats per la seguretat, en aquest cas un anomenat CSecureEditEx. L'autor fa diverses afirmacions sobre la seguretat del control i la seva resistència a les utilitats reveladores de contrasenyes; tanmateix, l'autor no cita ni fa cap referència a cap prova del control per tercers per corroborar les afirmacions de la seva seguretat.
Les contrasenyes estan protegides a la memòria mentre KeePass s'executa. A Windows Vista i versions posteriors, les contrasenyes es xifren a la memòria de procés mitjançant l'API de protecció de dades de Windows, que permet emmagatzemar la clau per a la protecció de la memòria en una àrea de memòria segura i no intercanviable. En sistemes Windows anteriors, KeePass torna a utilitzar el xifrat ARC4 amb una clau de sessió aleatòria i temporal.

### Seguretat fora de línia
L'accés a la base de dades està restringit per una contrasenya mestra o un fitxer de claus. Tots dos mètodes es poden combinar per crear una "clau mestra composta". Si s'utilitzen tots dos mètodes, hauran d'estar presents tots dos per accedir a la base de dades de contrasenyes. KeePass versió 2.x introdueix una tercera opció, depenent de l'usuari actual de Windows. KeePass xifra la base de dades amb el xifratge simètric AES, Twofish o ChaCha20, on els dos primers s'utilitzen en mode CBC/PKCS7. AES és l'opció predeterminada a les dues edicions de KeePass, Twofish està disponible a KeePass 1.x, ChaCha20 només està disponible a KeePass 2.35 i superior. Tanmateix, un connector independent proporciona Twofish com a algorisme de xifratge a KeePass 2.x. A KeePass 1.x (format de base de dades KDB), la integritat de les dades es comprova mitjançant un hash SHA-256 del text sense format, mentre que a KeePass 2.x (format de base de dades KDBX), l'autenticitat de les dades es garanteix mitjançant un HMAC. -SHA-256 hash del text xifrat (construcció Encrypt-then-MAC).

## Derivats de KeePass notables
- KeePassX, un clon de KeePass de codi obert multiplataforma per a Linux i macOS, creat amb les biblioteques Qt.[28] A partir del desembre de 2021, KeePassX ja no es manté activament.[29]
- KeePassXC (KeePass Cross-Platform Community Edition) és una bifurcació de KeePassX escrita en C++.[30]
- KeeWeb, una aplicació web de JavaScript multiplataforma que utilitza el format de base de dades KeePass, versió d'escriptori creada amb Electron.

## Història
KeePass en un moment tenia una funcionalitat d'enganxar una vegada, on després d'una sola operació d'enganxament, el porta-retalls s'esborraria automàticament, però això es va eliminar a la versió 2.x a causa de la incompatibilitat i l'eficàcia insuficient.